# 里奇瓦利鎮區 (明尼蘇達州麥克萊德縣)
里奇瓦利鎮區（英語：Rich Valley Township）是位於美國明尼蘇達州麥克萊德縣的一個行政鎮區。

## 地方資料
里奇瓦利鎮區的面積為93.73平方千米，當中陸地面積為93.42平方千米，而水域面積為0.31平方千米。根據2020年美國人口普查的數據，當地共有人口669人，而人口密度為每平方千米7.14人。